# 163P/NEAT
Комета NEAT 21 (163P/NEAT) — короткопериодическая комета из семейства Юпитера, которая была обнаружена 5 ноября 2004 года американским астрономом Кеннетом Лоуренсом с помощью 1,22-метрового телескопа им. Самуэля Ошина Паломарской обсерватории в рамках программы NEAT. Она была описана как диффузный объект 18,8 m звёздной величины с лёгкой комой, но без хвоста. Однако, уже на фотоснимках, полученных Робертом Макнотом следующей ночью в ходе 240-секундной экспозиции, была видна не только кома, но их хвост, длиною около 40 " угловых секунд. Комета обладает довольно коротким периодом обращения вокруг Солнца — чуть более 7,0 года.

Орбита кометы NEAT 21 и её положение в Солнечной системе

Анализ архивных снимков, проведённый спустя месяц после открытия, позволил найти более ранние изображения этой кометы, полученные Майком Мейером в 1990, 1991 и 1997 годах. Комета является довольно слабым объектом для наблюдений, поскольку даже в перигелии её яркость обычно не превышает 18,0 m звёздной величины, тем не менее возвращение 2005 года ознаменовалось неожиданным всплеском яркости до 16,0 m звёздной величины.

## Сближения с планетами
В течение XXI и XXII века комета испытает три тесных сближения с Юпитером.
- 0,73 а. е. от Земли 22 января 2068 года;
- 0,12 а. е. от Юпитера 18 ноября 2114 года;
- 0,46 а. е. от Юпитера 17 февраля 2197 года.